# 清元志佐雄太夫
清元 志佐雄太夫（きよもと しさおだゆう、1936年8月13日 - 2014年10月6日）は昭和期から平成期にかけて活動した江戸浄瑠璃、清元節の浄瑠璃方。本名は柿澤 実津也（かきざわ みつなり）。

## 来歴
東京の生まれ。

大正期から平成まで長きに亘って活躍した清元節浄瑠璃の名人、清元志寿太夫を父に生まれ、母、兄、弟も清元節に携わる清元一家。
1940年4月で母清元延香に入門、1952年に名古屋御園座の舞踊の会『鳥羽絵』で本名で初舞台。1963年12月に清元志佐雄太夫を名乗る。
また1952年8月からは日本舞踊を藤間藤子、1956年からは藤間勘右衛門に師事し藤間勘慶朗を名乗り舞踊家として活動した時期もあった。
1951年には一中節を都一よしに師事し都乙中、1958年には常磐津の常磐津菊三郎に師事した、東明節では東明松舟、荻江節では荻江露成、小唄では松正三郎を名乗った。
歌舞伎では1982年9月の新橋演舞場「若手花形歌舞伎公演」に於ける『道行旅路の花聟』で立語りに昇格。

主に松本幸四郎家（高麗屋）の演目で立語りを務めた。
また父志寿太夫に帯同して海外公演にも多数参加。
私生活では学生時代に器械体操を得意としたことからスポーツを愛好、高齢となってからもホノルルマラソンや東京マラソンにも出場するなどし、健啖家でもあった。
明朗かつ温厚な性格で親しまれ、プロ・素人を問わず多数の門弟を指導し、片岡孝太郎など歌舞伎役者にも清元節の稽古をつけた。
最晩年の亡くなる直前まで舞台を務めていたが、2014年10月1日に駅の階段を歩行中に脳梗塞を発症して転倒、病院へ搬送されたが次第に意識が遠退き、10月6日に心原性脳梗塞のため死去した。享年78歳。

## 家系
- 父：清元志寿太夫（人間国宝・日本芸術院会員）
- 母：清元延香
- 兄：清元榮三郎（人間国宝・日本芸術院会員）、清元小志寿太夫
- 弟：清元志寿朗
- 甥：清元志寿子太夫、清元志寿雄太夫